# International Air Transport Association
The International Air Transport Association (IATA, Mezinárodní asociace leteckých dopravců) je nevládní mezinárodní organizace sdružující letecké dopravce, sídlí v Montrealu v Kanadě. Členy IATA je okolo 320 společností z celého světa. Tyto společnosti zajišťují okolo 83 % pravidelné mezinárodní letecké přepravy.

## Vznik organizace
IATA ve své činnosti navázala na dřívější International Air Traffic Association (založena 1919 v Haagu). Stanovy dnešní IATA byly navrženy v roce 1944  a samotná organizace vznikla v Havaně na Kubě v dubnu 1945. Zakladateli bylo 57 společností z 31 států (jedním ze zakládajících členů byly také tehdejší Československé státní aerolinie).

## Kódy IATA
IATA přiděluje třípísmenné letištní kódy a dvoupísmenné kódy dopravců, které se používají po celém světě. (Svoje kódy přiděluje také organizace ICAO.)

## Další činnosti IATA
IATA také stanovuje podmínky pro přepravu nebezpečného nákladu a vydává příručku Dangerous Goods Regulations, která se používá jako referenční příručka pro přepravu nebezpečného nákladu. Další činností IATA je vzájemné účtování mezi leteckými dopravci a cestovními agenturami (tzv. Billing and Settlement Plan).

## Kontroverze
IATA byla obviněna z kartelového jednání a mnoho nízkonákladových dopravců není plnohodnotnými členy IATA.